# Loetoeng Kasaroeng
Loetoeng Kasaroeng là bộ phim đầu tiên được sản xuất tại Indonesia. Bộ phim câm này được phát hành vào năm 1926 bởi NV Java Film Company. Được đạo diễn bởi hai người Hà Lan, G. Kruger và L. Heuveldorp và có sự tham gia của các diễn viên bản xứ, buổi ra mắt tại Bandung diễn ra từ ngày 31 tháng 12 năm 1926 đến ngày 6 tháng 1 năm 1927 tại hai rạp chiếu phim nổi tiếng là bvà Majestic Cinema.. Bộ phim Lutung Kasarung được ghi nhận là đã được làm lại 2 lần, vào năm 1952 và 1983.
Bộ phim này dựa trên một bài đồng dao có cùng tên, có nghĩa là 'The Lost Lutung', vào thời điểm đó vẫn còn phổ biến trong xã hội Sundan, với nhân vật chính là một con voọc.